# Nan Gindele
Ferdinanda « Nan » Gindele (née le 5 août 1910 à Chicago et morte le 26 mars 1992 à Barrington) est une athlète américaine, spécialiste du lancer du javelot.

## Biographie
Le 18 juin 1932, Nan Gindele améliore le record du monde du lancer du javelot en établissant la marque de 46,74 m à Chicago. Ce record sera amélioré en 1942 par l'Allemande Anneliese Steinheuer.
Elle participe aux Jeux olympiques de 1928 et se classe cinquième de la finale.